# Кутузов (остров)
Кутузов — крупнейший остров на реке Уссури. Административно относится к Бикинскому району Хабаровского края России.
Расположен в среднем течении реки Уссури, недалеко от российского села Лончаково и китайского села Ситуньцяньчжуань, напротив горы Ильинская, рядом с российско-китайской границей. Рельеф острова низменный, болотистый. В северной части острова находится перекат Верхнелончаковский, а в южной Нижнекозловский. Протока Средняя отделяет остров Былков от Кутузова.